# Юлія Лівія
Юлія Друза Цезаріс (*Iulia Livia, 5 — 43) — римська матрона часів ранньої Римської імперії.

## Життєпис
Походила з династії Юліїв-Клавдіїв. Донька Друза Молодшого та Лівілли. У 20 році вийшла заміж за Нерона Цезаря, сина Германіка. У 29 році її чоловіка було заслано на віддалений острів, а наступного року той помер.
У 33 році вийшла заміж за вірного друга імператора Тиберія — Гая Рубелія Бланда, від якого мала доньку та сина. Про життя Юлії за правління імператора Калігули не відомо. У 43 році імператриця Мессаліна, побоюючись можливості висунення сина Юлії як наступника імператора Клавдія, підмовила Публія Суіллія обмовити Юлію в аморальності та інцесті. В результаті її було визнано винною й страчено.

## Родина
1. Чоловік — Нерон Юлій Цезар
Дітей не було
2. Чоловік — Гай Рубелій Бланд
Діти:
- Гай Рубелій Плавт
- Рубелія Басса